# 奧斯塔皮夫卡 (新敖德薩區)
47°32′31″N 32°5′32″E / 47.54194°N 32.09222°E
奧斯塔皮夫卡（烏克蘭語：Остапівка），是烏克蘭南部的村莊，隸屬尼古拉耶夫州的尼古拉耶夫區。該村始建於1861年，面積0.15平方公里，海拔高度34米，2001年人口1,861，人口密度每平方公里109.6人。